# نیروهای مسلح
نیروهای مسلح یا نیروهای نظامی یک کشور، سازمان‌ها و قوای آفندی و پدافندی هستند که توسط دولت پشتیبانی می‌شوند. این نیروها به آن دلیل به وجود آمده‌اند تا سیاست‌های داخلی و خارجی طبقه حاکم کشورهای متبوع خود را به پیش برده و از آن طبقه و ملت خود در برابر تجاوزگران داخلی یا بیگانه دفاع کنند. در برخی از کشورها قوای شبه نظامی نیز در نیروهای مسلح گنجانده شده‌اند.
مطالعه کارکرد نیروهای مسلح را دانش نظامی می‌گویند. به‌طور کلی این دانش با در نظر گرفتن آفند و پدافند دارای سه مرحله است: راهبرد، هنر عملیاتی و فن جنگ. هر سه مرحله کاربرد استفاده از نیرو را برای رسیدن به هدف مطلوب بررسی می‌کند.

## سازمان
در بسیاری از کشورها نیروهای مسلح به سه یا چهار نیرو تقسیم می‌شوند: نیروی زمینی، نیروی هوایی، نیروی دریایی و گاهی ژاندارمری یا یک نیروی شبه‌نظامی پلیسی. ژاندارمری‌ها در بسیاری از نقاط دنیا به جز کشورهای آنگلوساکسون وجود دارند. برخی از کشورها به دلایل جغرافیایی، نیروی دریایی ندارند.
بسیاری از کشورها تغییراتی در مورد مدل سه بخشی یا چهار بخشی نیروهای مسلح پدیدآورده‌اند. نمونه‌ها عبارتند از چین (زمینی، هوایی، دریایی و نیروی راهبردی موشکی)، آفریقای جنوبی (زمینی، هوایی، دریایی و نیروی نظامی بهداشت)، مصر و ایران (زمینی، هوایی، دریایی و پدافند هوایی)، هلند (زمینی، هوایی، دریایی و پلیس نظامی)، ایتالیا که دارای پنج نیرو است (زمینی، هوایی، دریایی، پلیس نظامی و پلیس مالی) و ایالات متحده دارای شش نیرو اصلی است (زمینی، هوایی، دریایی، فضایی، تفنگداران دریایی و گارد ساحلی) که البته نیروی هفتمی نیز به نام گارد ملی دارد.
در نیروهای مسلح بزرگ‌تر، فرهنگ حاکم در نیروهای مختلف می‌تواند بسیار متفاوت باشد.
بسیاری از کشورهای کوچک یک سازمان یا وزارتخانه برای مدیریت تمام نیروهای مسلح کشور دارند. ارتش‌های اکثر کشورهای جهان بیشتر از پیاده‌نظام تشکیل شده است، در حالی که ارتش‌های کشورهای پیشرفته تر تشکیل یافته از یگان‌های بزرگتری هستند که حامل تجهیزات بروزتر باشند و تنها بخشی از کارکنان را در یگان‌های پیاده به کار می‌گیرند.
میزان آمادگی یک سازمان نظامی را می‌توان توسط حالت آماده‌باش سنجید.
نیروهای مسلح غالباً به صورت دائمی (ارتش منظم) هستند. این نوع نیرو شامل ارتشی حرفه‌ای است که کاری جز آمادگی برای جنگ یا شرکت در آن ندارد. در مقابل، نمونه‌های کمی هم از ارتش‌های مدنی (برای مثال در سوئیس) وجود دارد. یک ارتش مدنی (که به آن نیروهای چریکی یا ارتش احتیاطی هم می‌گویند) تنها زمانی بسیج می‌شود که نیاز باشد. مزیت این نوع ارتش در ارزانتر بودن آن از نظر مالی، نیروی انسانی و هزینه فرصت است. اشکال این ارتش‌ها نیز بیشتر از آن جهت است که این نوع نیروها غالباً کمتر آموزش دیده و سازمان داده شده‌اند.
تساوی بین این دو به این صورت به وجود می‌آید که این ارتش دارای یک کادر کوچک از درجه‌داران پایور حرفه‌ای و افسرانی است که به عنوان اسکلت یک ارتش بسیار بزرگتر عمل می‌کنند. هنگامی که جنگ پیش می‌آید این اسکلت توسط نیروهای وظیفه و احتیاط که یگان‌های رزمی زمان جنگ را تشکیل می‌دهند پر می‌شود (سربازان تمام وقتی که پیش از این داوطلب شده بودند تا در ازای دریافت دستمزد کم گهگاه توسط پایوران آموزش ببینند تا توانایی‌های نظامیشان حفظ شود). این وضعیت بین مزایا و اشکالات هر سازمان ساده‌ای تعادل ایجاد کرده و اجازه تشکیل ارتش‌های بزرگ (در اندازه میلیون‌ها سرباز) را که برای جنگ‌های مدرن و در مقیاس وسیع لازم هستند می‌دهد.

## مزایا و هزینه‌ها
مزیت دارا بودن نیروهای مسلح در تأمین حفاظت در برابر تهدیدات خارجی و درگیری‌های داخلی است. در دهه‌های اخیر کارکنان نیروهای مسلح در نقش نیروهای مواقع بحرانی برای مقابله با بلایای طبیعی به کار گرفته شده‌اند. در مقابل، این نیروها می‌توانند با شرکت در جنگ‌هایی که ضد منافع ملی هستند (یا صرفاً شکست در جنگ) به جامعه آسیب برسانند.
سرمایه‌گذاری در علوم و فناوری برای پیشبرد سلاح‌ها و سامانه‌ها گاهی نتایج جانبی داشته است. هر چند بسیاری نیز سود مالی به دست آمده از راه این سرمایه‌گذاری‌ها را بهترین نتیجه می‌دانند.